# Sergio Batista
Sergio Daniel Batista (Buenos Aires, 9 novembre 1962) è un allenatore di calcio ed ex calciatore argentino, di ruolo centrocampista.
È stato il commissario tecnico della nazionale argentina dal novembre 2010 al luglio 2011, sedendo sulla panchina albiceleste in occasione della Copa América 2011. Campione del Mondo con la nazionale argentina nel 1986 e vicecampione nel 1990. Campione olimpico alla guida della Selección Under-20 nel 2008.

## Biografia
Anche suo figlio Nicolás Batista è un calciatore, mentre suo fratello Fernando è un allenatore di calcio.

## Carriera

### Giocatore

#### Club
È il giocatore con più presenze nell'Argentinos Juniors, con 272 partite giocate. Nella sua carriera ha militato in diverse squadre argentine, ma mai in Europa.

#### Nazionale
Batista conta 40 presenze in nazionale argentina, con nessuna rete segnata. Ha vinto da titolare i Mondiali del 1986 in Messico, e ha in seguito partecipato alle edizioni della Coppa America del 1987 e 1989, ed al Mondiale 1990.

### Allenatore
Nel 1999 diventa allenatore dell'All Boys: I'8 settembre si dimette. Il 5 gennaio 2000 diventa allenatore della squadra uruguaiana del Bella Vista. Il 17 ottobre viene sollevato dall'incarico. Il 20 novembre sostituisce il dimissionario Carlos Mac Allister alla guida dell'Argentinos Juniors. L'11 marzo 2002 dopo aver totalizzato 1 vittoria, 2 pareggi e 3 sconfitte con la squadra al penultimo posto si dimette dall'incarico. Il 17 settembre diventa allenatore del Talleres. Il 3 marzo 2003 si dimette dall'incarico dopo tre partite e totalizzando un solo punto nel torneo clausura. Nel 2004 ritorna alla guida dell'Argentinos Juniors. Il 23 settembre si dimette dopo sette sconfitte consecutive. Il 5 gennaio 2005 diventa allenatore del Nueva Chicago. Il 31 ottobre dopo la sconfitta interna contro il Centro Juventud Antoniana si dimette dall'incarico, totalizzando 1 vittoria, 8 pareggi e 4 sconfitte. Dal 9 febbraio al 12 dicembre 2006 è stato vice di Oscar Ruggeri al San Lorenzo. Il 2 luglio 2007 diventa allenatore del Godoy Cruz Il 25 ottobre lascia la guida del Godoy Cruz e diventa allenatore della selezione Under-20 argentina. Il 14 gennaio 2008 viene scelto come selezionatore dell'Argentina olimpica, per partecipare ai giochi olimpici di Pechino. Aggiudicandosi il titolo olimpico.
Il 3 ottobre 2008 diventa insieme (al suo vice) a José Luis Brown vice di Alfio Basile alla guida dell'Argentina. Incarico che mantenne anche con il nuovo ct. Il 27 ottobre 2009 viene sostituito da Héctor Enrique, rimanendo sempre nello staff per il mondiale sudafricano. Il 27 luglio 2010 è stato scelto come commissario tecnico ad interim della nazionale argentina raccogliendo l'eredità di Diego Armando Maradona. La conferma ufficiale della permanenza di Batista sulla panchina albiceleste viene data il 3 novembre 2010 dalla Federazione calcistica dell'Argentina. Il 26 luglio 2011 viene esonerato dalla guida della Selección dal comitato esecutivo dell'AFA dopo l'uscita ai quarti di finale contro l'Uruguay in Coppa America.
Il 30 maggio 2012 viene ingaggiato dalla squadra cinese dello Shanghai Shenhua. Il 5 luglio 2013 si dimette. Nel 2014 torna nuovamente nella squadra cinese, per lasciarla nello stesso anno.
Seguiranno altre piccole parentesi all'estero.

## Statistiche

### Cronologia presenze e reti in nazionale[29]
| Cronologia completa delle presenze e delle reti in nazionale ― Argentina | Cronologia completa delle presenze e delle reti in nazionale ― Argentina | Cronologia completa delle presenze e delle reti in nazionale ― Argentina | Cronologia completa delle presenze e delle reti in nazionale ― Argentina | Cronologia completa delle presenze e delle reti in nazionale ― Argentina | Cronologia completa delle presenze e delle reti in nazionale ― Argentina | Cronologia completa delle presenze e delle reti in nazionale ― Argentina | Cronologia completa delle presenze e delle reti in nazionale ― Argentina |
| Data                                                                     | Città                                                                    | In casa                                                                  | Risultato                                                                | Ospiti                                                                   | Competizione                                                             | Reti                                                                     | Note                                                                     |
| ------------------------------------------------------------------------ | ------------------------------------------------------------------------ | ------------------------------------------------------------------------ | ------------------------------------------------------------------------ | ------------------------------------------------------------------------ | ------------------------------------------------------------------------ | ------------------------------------------------------------------------ | ------------------------------------------------------------------------ |
| 14-11-1985                                                               | Los Angeles                                                              | Argentina                                                                | 1 – 1                                                                    | Messico                                                                  | Amichevole                                                               | -                                                                        |                                                                          |
| 11-11-1985                                                               | Puebla                                                                   | Messico                                                                  | 1 – 1                                                                    | Argentina                                                                | Amichevole                                                               | -                                                                        |                                                                          |
| 26-3-1986                                                                | Parigi                                                                   | Francia                                                                  | 2 – 0                                                                    | Argentina                                                                | Amichevole                                                               | -                                                                        |                                                                          |
| 30-4-1986                                                                | Oslo                                                                     | Norvegia                                                                 | 1 – 0                                                                    | Argentina                                                                | Amichevole                                                               | -                                                                        | 83’                                                                      |
| 4-5-1986                                                                 | Ramat Gan                                                                | Israele                                                                  | 2 – 7                                                                    | Argentina                                                                | Amichevole                                                               | -                                                                        |                                                                          |
| 2-6-1986                                                                 | Città del Messico                                                        | Argentina                                                                | 3 – 1                                                                    | Corea del Sud                                                            | Mondiali 1986 - Fase a gironi                                            | -                                                                        | 74’                                                                      |
| 5-6-1986                                                                 | Puebla                                                                   | Italia                                                                   | 1 – 1                                                                    | Argentina                                                                | Mondiali 1986 - Fase a gironi                                            | -                                                                        | 59’                                                                      |
| 10-6-1986                                                                | Città del Messico                                                        | Argentina                                                                | 2 – 0                                                                    | Bulgaria                                                                 | Mondiali 1986 - Fase a gironi                                            | -                                                                        | 46’                                                                      |
| 16-6-1986                                                                | Puebla                                                                   | Argentina                                                                | 1 – 0                                                                    | Uruguay                                                                  | Mondiali 1986 - Ottavi di finale                                         | -                                                                        | 85’                                                                      |
| 22-6-1986                                                                | Città del Messico                                                        | Argentina                                                                | 2 – 1                                                                    | Inghilterra                                                              | Mondiali 1986 - Quarti di finale                                         | -                                                                        |                                                                          |
| 25-6-1986                                                                | Città del Messico                                                        | Argentina                                                                | 2 – 0                                                                    | Belgio                                                                   | Mondiali 1986 - Semifinale                                               | -                                                                        |                                                                          |
| 29-6-1986                                                                | Città del Messico                                                        | Argentina                                                                | 3 – 2                                                                    | Germania Ovest                                                           | Mondiali 1986 - Finale                                                   | -                                                                        |                                                                          |
| 10-6-1987                                                                | Zurigo                                                                   | Italia                                                                   | 3 – 1                                                                    | Argentina                                                                | Amichevole                                                               | -                                                                        |                                                                          |
| 20-6-1987                                                                | Buenos Aires                                                             | Argentina                                                                | 0 – 1                                                                    | Paraguay                                                                 | Amichevole                                                               | -                                                                        |                                                                          |
| 27-6-1987                                                                | Buenos Aires                                                             | Argentina                                                                | 1 – 1                                                                    | Perù                                                                     | Coppa America 1987 - Primo turno                                         | -                                                                        |                                                                          |
| 9-7-1987                                                                 | Buenos Aires                                                             | Argentina                                                                | 0 – 1                                                                    | Uruguay                                                                  | Coppa America 1987 - Semifinale                                          | -                                                                        |                                                                          |
| 11-7-1987                                                                | Buenos Aires                                                             | Argentina                                                                | 1 – 2                                                                    | Colombia                                                                 | Coppa America 1987 - Finale 3º posto                                     | -                                                                        |                                                                          |
| 16-12-1987                                                               | Buenos Aires                                                             | Argentina                                                                | 1 – 0                                                                    | Germania Ovest                                                           | Amichevole                                                               | -                                                                        |                                                                          |
| 2-4-1988                                                                 | Berlino Ovest                                                            | Germania Ovest                                                           | 1 – 0                                                                    | Argentina                                                                | Torneo delle 4 nazioni                                                   | -                                                                        |                                                                          |
| 10-7-1988                                                                | Melbourne                                                                | Brasile                                                                  | 0 – 0                                                                    | Argentina                                                                | Australia Bicentennial Cup                                               | -                                                                        |                                                                          |
| 14-7-1988                                                                | Sydney                                                                   | Australia                                                                | 4 – 1                                                                    | Argentina                                                                | Australia Bicentennial Cup                                               | -                                                                        | 86’                                                                      |
| 12-10-1988                                                               | Siviglia                                                                 | Spagna                                                                   | 1 – 1                                                                    | Argentina                                                                | Copa de la Hispanidad                                                    | -                                                                        |                                                                          |
| 13-4-1989                                                                | Guayaquil                                                                | Ecuador                                                                  | 2 – 2                                                                    | Argentina                                                                | Amichevole                                                               | -                                                                        |                                                                          |
| 20-4-1989                                                                | Santiago del Cile                                                        | Cile                                                                     | 1 – 1                                                                    | Argentina                                                                | Amichevole                                                               | -                                                                        |                                                                          |
| 2-7-1989                                                                 | Goiânia                                                                  | Argentina                                                                | 1 – 0                                                                    | Colombia                                                                 | Coppa America 1989 - Primo turno                                         | -                                                                        |                                                                          |
| 4-7-1989                                                                 | Goiânia                                                                  | Argentina                                                                | 0 – 0                                                                    | Ecuador                                                                  | Coppa America 1989 - Primo turno                                         | -                                                                        |                                                                          |
| 8-7-1989                                                                 | Goiânia                                                                  | Argentina                                                                | 1 – 0                                                                    | Uruguay                                                                  | Coppa America 1989 - Primo turno                                         | -                                                                        |                                                                          |
| 12-7-1989                                                                | Rio de Janeiro                                                           | Brasile                                                                  | 2 – 0                                                                    | Argentina                                                                | Coppa America 1989 - Girone finale                                       | -                                                                        |                                                                          |
| 14-7-1989                                                                | Rio de Janeiro                                                           | Uruguay                                                                  | 2 – 0                                                                    | Argentina                                                                | Coppa America 1989 - Girone finale                                       | -                                                                        |                                                                          |
| 21-12-1989                                                               | Cagliari                                                                 | Italia                                                                   | 0 – 0                                                                    | Argentina                                                                | Amichevole                                                               | -                                                                        |                                                                          |
| 14-1-1990                                                                | Città del Guatemala                                                      | Guatemala                                                                | 0 – 2                                                                    | Argentina                                                                | Amichevole                                                               | -                                                                        |                                                                          |
| 17-1-1990                                                                | Los Angeles                                                              | Argentina                                                                | 0 – 2                                                                    | Messico                                                                  | Amichevole                                                               | -                                                                        |                                                                          |
| 28-3-1990                                                                | Glasgow                                                                  | Scozia                                                                   | 1 – 0                                                                    | Argentina                                                                | Amichevole                                                               | -                                                                        |                                                                          |
| 3-5-1990                                                                 | Vienna                                                                   | Austria                                                                  | 1 – 1                                                                    | Argentina                                                                | Amichevole                                                               | -                                                                        |                                                                          |
| 8-5-1990                                                                 | Berna                                                                    | Svizzera                                                                 | 1 – 1                                                                    | Argentina                                                                | Amichevole                                                               | -                                                                        |                                                                          |
| 22-5-1990                                                                | Ramat Gan                                                                | Israele                                                                  | 1 – 2                                                                    | Argentina                                                                | Amichevole                                                               | -                                                                        |                                                                          |
| 8-6-1990                                                                 | Milano                                                                   | Argentina                                                                | 0 – 1                                                                    | Camerun                                                                  | Mondiali 1990 - Fase a gironi                                            | -                                                                        |                                                                          |
| 13-6-1990                                                                | Napoli                                                                   | Argentina                                                                | 2 – 0                                                                    | Unione Sovietica                                                         | Mondiali 1990 - Fase a gironi                                            | -                                                                        |                                                                          |
| 18-6-1990                                                                | Napoli                                                                   | Argentina                                                                | 1 – 1                                                                    | Romania                                                                  | Mondiali 1990 - Fase a gironi                                            | -                                                                        | 86’                                                                      |
| 3-7-1990                                                                 | Napoli                                                                   | Italia                                                                   | 1 – 1 (3-4 dtr)                                                          | Argentina                                                                | Mondiali 1990 - Semifinale                                               | -                                                                        | 99’ 118’                                                                 |
| Totale                                                                   |                                                                          | Presenze                                                                 | 40                                                                       |                                                                          | Reti                                                                     | 0                                                                        |                                                                          |

### Allenatore

#### Nazionale argentina
| Squadra   | Naz                  | dal            | al             | Record | Record | Record | Record | Record | Record | Record | Record     |
| Squadra   | Naz                  | dal            | al             | G      | V      | N      | P      | GF     | GS     | DR     | % Vittorie |
| --------- | -------------------- | -------------- | -------------- | ------ | ------ | ------ | ------ | ------ | ------ | ------ | ---------- |
| Argentina | Argentina (bandiera) | 27 luglio 2010 | 26 luglio 2011 | 17     | 8      | 6      | 3      | 30     | 17     | +13    | 47,06      |

#### Panchine da commissario tecnico della nazionale argentina[30]
| Cronologia completa delle presenze e delle reti in nazionale ― Argentina | Cronologia completa delle presenze e delle reti in nazionale ― Argentina | Cronologia completa delle presenze e delle reti in nazionale ― Argentina | Cronologia completa delle presenze e delle reti in nazionale ― Argentina | Cronologia completa delle presenze e delle reti in nazionale ― Argentina | Cronologia completa delle presenze e delle reti in nazionale ― Argentina | Cronologia completa delle presenze e delle reti in nazionale ― Argentina | Cronologia completa delle presenze e delle reti in nazionale ― Argentina |
| Data                                                                     | Città                                                                    | In casa                                                                  | Risultato                                                                | Ospiti                                                                   | Competizione                                                             | Reti                                                                     | Note                                                                     |
| ------------------------------------------------------------------------ | ------------------------------------------------------------------------ | ------------------------------------------------------------------------ | ------------------------------------------------------------------------ | ------------------------------------------------------------------------ | ------------------------------------------------------------------------ | ------------------------------------------------------------------------ | ------------------------------------------------------------------------ |
| 11-8-2010                                                                | Dublino                                                                  | Irlanda                                                                  | 0 – 1                                                                    | Argentina                                                                | Amichevole                                                               | Ángel Di María                                                           | Cap: J.Mascherano                                                        |
| 7-9-2010                                                                 | Buenos Aires                                                             | Argentina                                                                | 4 – 1                                                                    | Spagna                                                                   | Amichevole                                                               | Lionel Messi Gonzalo Higuain Carlos Tevez Sergio Aguero                  | Cap: J.Mascherano                                                        |
| 8-10-2010                                                                | Saitama                                                                  | Giappone                                                                 | 1 – 0                                                                    | Argentina                                                                | Amichevole                                                               | -                                                                        | Cap: J.Mascherano                                                        |
| 17-11-2010                                                               | Doha                                                                     | Argentina                                                                | 1 – 0                                                                    | Brasile                                                                  | Amichevole                                                               | Lionel Messi                                                             | Cap: J.Mascherano                                                        |
| 9-2-2011                                                                 | Ginevra                                                                  | Portogallo                                                               | 1 – 2                                                                    | Argentina                                                                | Amichevole                                                               | Ángel Di María Lionel Messi (rig.)                                       | Cap: J.Mascherano                                                        |
| 16-3-2011                                                                | San Juan                                                                 | Argentina                                                                | 4 – 1                                                                    | Venezuela                                                                | Amichevole                                                               | Cristian Chávez 2 Pablo Mouche Luciano Aued                              |                                                                          |
| 26-3-2011                                                                | East Rutherford                                                          | Stati Uniti                                                              | 1 – 1                                                                    | Argentina                                                                | Amichevole                                                               | Esteban Cambiasso                                                        | Cap: J.Mascherano                                                        |
| 29-3-2011                                                                | San José                                                                 | Costa Rica                                                               | 0 – 0                                                                    | Argentina                                                                | Amichevole                                                               | -                                                                        | Cap: J.Mascherano                                                        |
| 20-4-2011                                                                | Mar del Plata                                                            | Argentina                                                                | 2 – 2                                                                    | Ecuador                                                                  | Amichevole                                                               | Claudio Yacob Gabriel Hauche                                             |                                                                          |
| 25-5-2011                                                                | Resistencia                                                              | Argentina                                                                | 4 – 2                                                                    | Paraguay                                                                 | Coppa Chaco                                                              | 2 Gabriel Hauche Federico Fernández Enzo Pérez                           | Cap: E.Pérez                                                             |
| 1-6-2011                                                                 | Abuja                                                                    | Nigeria                                                                  | 4 – 1                                                                    | Argentina                                                                | Amichevole                                                               | Mauro Boselli (rig.)                                                     | P.Zabaleta                                                               |
| 5-6-2011                                                                 | Varsavia                                                                 | Polonia                                                                  | 2 – 1                                                                    | Argentina                                                                | Amichevole                                                               | Marco Ruben                                                              | P.Zabaleta                                                               |
| 20-6-2011                                                                | Buenos Aires                                                             | Argentina                                                                | 4 – 0                                                                    | Albania                                                                  | Amichevole                                                               | Ezequiel Lavezzi Lionel Messi Carlos Tevez Sergio Aguero                 | Cap: J.Mascherano                                                        |
| 1-7-2011                                                                 | La Plata                                                                 | Argentina                                                                | 1 – 1                                                                    | Bolivia                                                                  | Coppa America 2011 - 1º turno                                            | Sergio Aguero                                                            | Cap: J.Mascherano                                                        |
| 6-7-2011                                                                 | Santa Fe                                                                 | Argentina                                                                | 0 – 0                                                                    | Colombia                                                                 | Coppa America 2011 - 1º turno                                            | -                                                                        | Cap: J.Mascherano                                                        |
| 11-7-2011                                                                | Córdoba                                                                  | Argentina                                                                | 3 – 0                                                                    | Costa Rica                                                               | Coppa America 2011 - 1º turno                                            | 2 Sergio Aguero Ángel Di María                                           | Cap: J.Mascherano                                                        |
| 16-7-2011                                                                | Santa Fe                                                                 | Argentina                                                                | 1 – 1 (4 - 5 dtr)                                                        | Uruguay                                                                  | Coppa America 2011 - Quarti di finale                                    | Gonzalo Higuain                                                          | Cap: J.Mascherano                                                        |
| Totale                                                                   |                                                                          | Presenze                                                                 | 17                                                                       |                                                                          | Reti                                                                     | 30                                                                       |                                                                          |

#### Nazionale Olimpica
| Squadra            | Naz                  | da              | a              | Record | Record | Record | Record     | Record | Record | Record | Record  |
| G                  | V                    | N               | P              | GF     | GS     | DR     | Vittorie % |        |        |        |         |
| ------------------ | -------------------- | --------------- | -------------- | ------ | ------ | ------ | ---------- | ------ | ------ | ------ | ------- |
| Argentina Olimpica | Argentina (bandiera) | 5 novembre 2007 | 31 agosto 2008 | 6      | 6      | 0      | 0          | 11     | 2      | +9     | 100,00& |

| Cronologia completa delle presenze e delle reti in nazionale ― Argentina olimpica | Cronologia completa delle presenze e delle reti in nazionale ― Argentina olimpica | Cronologia completa delle presenze e delle reti in nazionale ― Argentina olimpica | Cronologia completa delle presenze e delle reti in nazionale ― Argentina olimpica | Cronologia completa delle presenze e delle reti in nazionale ― Argentina olimpica | Cronologia completa delle presenze e delle reti in nazionale ― Argentina olimpica | Cronologia completa delle presenze e delle reti in nazionale ― Argentina olimpica | Cronologia completa delle presenze e delle reti in nazionale ― Argentina olimpica |
| Data                                                                              | Città                                                                             | In casa                                                                           | Risultato                                                                         | Ospiti                                                                            | Competizione                                                                      | Reti                                                                              | Note                                                                              |
| --------------------------------------------------------------------------------- | --------------------------------------------------------------------------------- | --------------------------------------------------------------------------------- | --------------------------------------------------------------------------------- | --------------------------------------------------------------------------------- | --------------------------------------------------------------------------------- | --------------------------------------------------------------------------------- | --------------------------------------------------------------------------------- |
| 7-8-2008                                                                          | Shanghai                                                                          | Costa d'Avorio olimpica                                                           | 1 – 2                                                                             | Argentina olimpica                                                                | Olimpiadi 2008 - 1º turno                                                         | Lionel Messi Lautaro Acosta                                                       | Cap: R.Riquelme                                                                   |
| 10-8-2008                                                                         | Shanghai                                                                          | Argentina olimpica                                                                | 1 – 0                                                                             | Australia olimpica                                                                | Olimpiadi 2008 - 1º turno                                                         | Ezequiel Lavezzi                                                                  | Cap: R.Riquelme                                                                   |
| 13-8-2008                                                                         | Pechino                                                                           | Argentina olimpica                                                                | 2 – 0                                                                             | Serbia olimpica                                                                   | Olimpiadi 2008 - 1º turno                                                         | Ezequiel Lavezzi (rig.) Diego Buonanotte                                          | Cap: J.Mascherano                                                                 |
| 16-8-2008                                                                         | Shanghai                                                                          | Argentina olimpica                                                                | 2 – 1 dts                                                                         | Paesi Bassi olimpica                                                              | Olimpiadi 2008 - Quarti di finale                                                 | Lionel Messi Ángel Di María                                                       | Cap: R.Riquelme                                                                   |
| 19-8-2008                                                                         | Pechino                                                                           | Brasile olimpica                                                                  | 0 – 3                                                                             | Argentina olimpica                                                                | Olimpiadi 2008 - Semifinale                                                       | 2 Sergio Aguero Juan Román Riquelme (rig.)                                        | Cap: R.Riquelme                                                                   |
| 23-8-2008                                                                         | Pechino                                                                           | Nigeria olimpica                                                                  | 0 – 1                                                                             | Argentina olimpica                                                                | Olimpiadi 2008 - Finale                                                           | Ángel Di María                                                                    | Cap: R.Riquelme 2º titolo olimpico                                                |
| Totale                                                                            |                                                                                   | Presenze                                                                          | 6                                                                                 |                                                                                   | Reti                                                                              | 11                                                                                |                                                                                   |

## Palmarès

### Club

#### Competizioni nazionali
- Campionato argentino: 3

Argentinos Juniors: Metropolitano 1984, Nacional 1985
River Plate: 1989-1990

#### Competizioni internazionali
- Coppa Libertadores: 1

Argentinos Juniors: 1985
- Coppa Interamericana: 1

Argentinos Juniors: 1985

### Nazionale
- Campionato mondiale: 1

Messico 1986

### Individuale
- Equipo Ideal de América: 3

1986, 1988, 1989

### Allenatore
- Oro olimpico: 1

Pechino 2008